# Cephaloziella biloba
Cephaloziella biloba là một loài rêu tản trong họ Cephaloziellaceae. Loài này được (Lindb.) K. Müller miêu tả khoa học lần đầu tiên năm 1913.